# Jacobo de Grattis

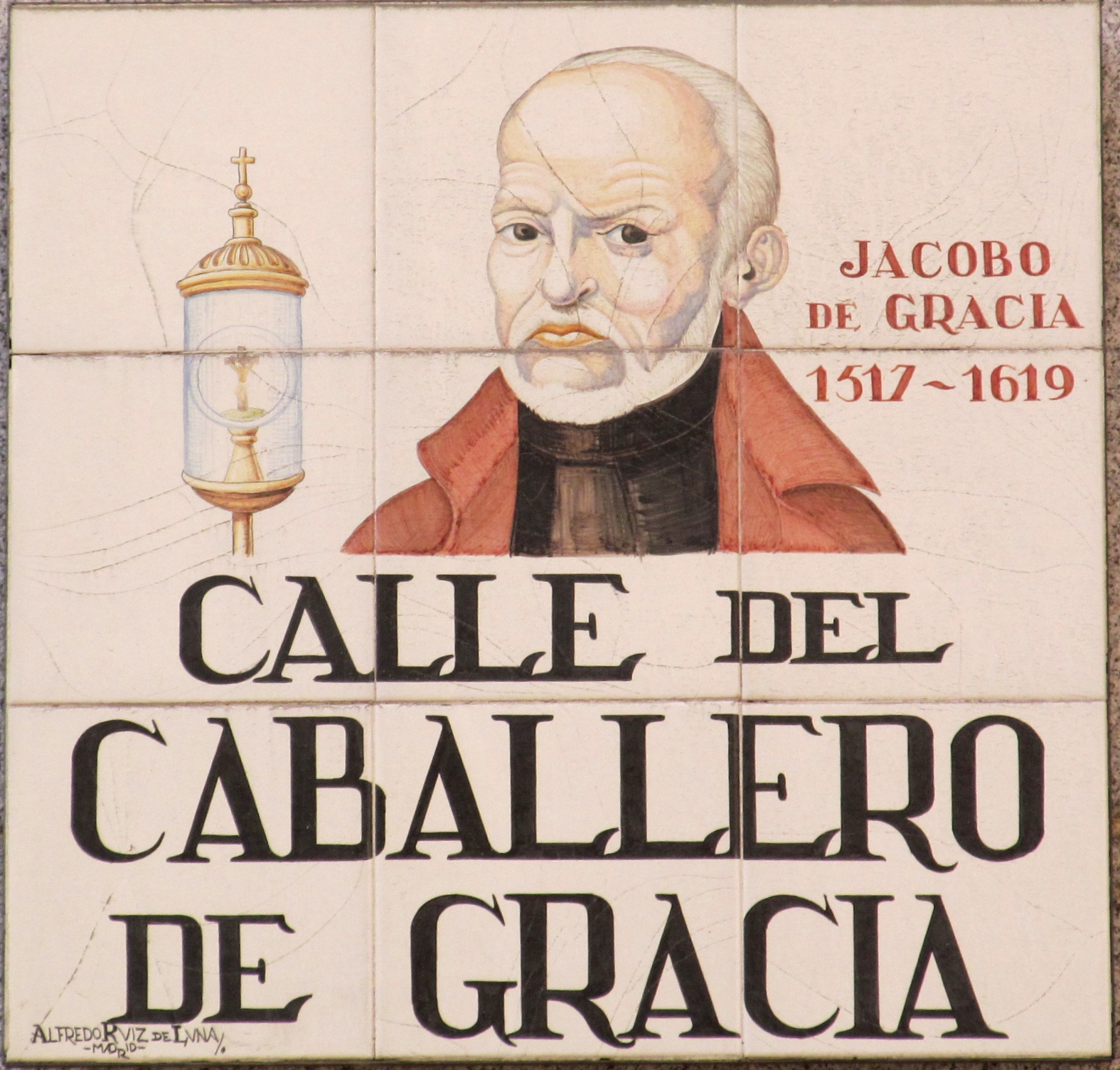
Retrato de Jacobo de Gracia representado en el callejero madrileño del ceramista Ruiz de Luna.

Jacobo de Grattis (Módena, Italia, 24 de febrero de 1517-Madrid, en 1619), más conocido como el Caballero de Gracia o Jacobo de Gracia, fue un caballero modenés que se trasladó a España como secretario del nuncio apostólico de Gregorio XIII, y se estableció luego en el Madrid de Felipe II. Adquirió y explotó varias fincas en las inmediaciones de la calle del Clavel, creando una vía que luego tomó su nombre, y en la que se conserva, reformado, el oratorio donde fue enterrado, a espaldas de la Gran Vía. Fue caballero de la Orden de Cristo.

## Biografía
Nacido en Módena, Jacobo pasó su juventud entre Florencia y Bolonia, relacionándose con la nobleza de la época. Acompañó a Juan Bautista Castaneo (o Castañer) en su nunciatura en la corte de Felipe II. En Madrid cultivó la amistad de personajes como Carlos de Borja y Castro (V duque de Gandía), adquirió numerosas fincas cercanas a la Red de San Luis y desarrolló, según Antonio de Capmany (sin pruebas históricas), una intensa actividad como donjuán, dando lugar a diversas leyendas populares. Como consecuencia de una de ellas, decidió hacerse sacerdote; según otros, tras una misión en Roma regresó arrepentido e investido sacerdote, pasando de ambicioso especulador inmobiliario a fundador de cofradías, iglesias y conventos. Entre dichos conventos estuvo el de las Concepcionistas Descalzas, donde se acogieron las monjas expulsadas de Inglaterra por Enrique VIII y se desarrolló, ya en el siglo XIX, la vida no menos legendaria de sor Patrocinio, «la monja de las llagas».

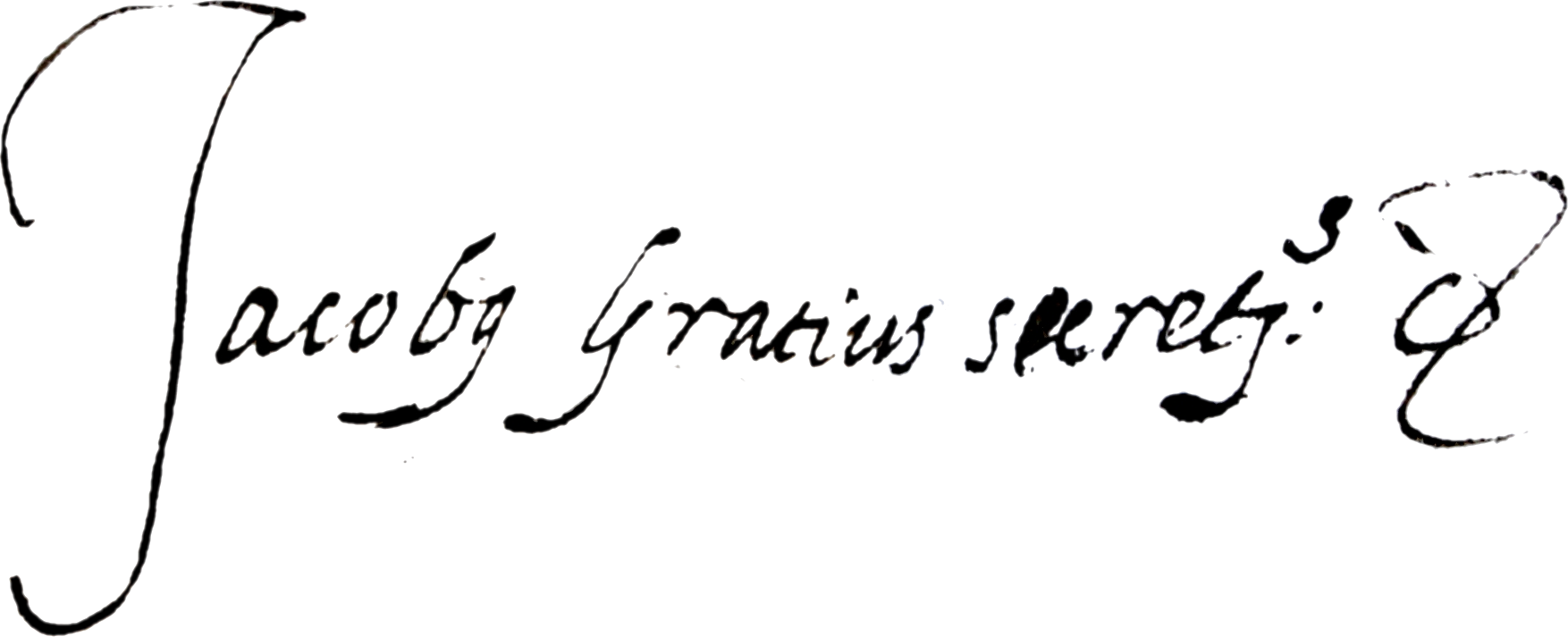
«Jacobus Gratius secretarius». Firma de Jacobo de Grattis, Caballero de Gracia

También fundó, en 1609, la Congregación de Indignos Esclavos del Santísimo Sacramento —a la que perteneció Miguel de Cervantes—, institución que más tarde, en 1654, construyó el oratorio público en el que —finalmente trasladado allí— se halla enterrado el Jacobo, quien, según Mesonero Romanos y otros cronistas posteriores, falleció en 1619 a la improbable edad de 102 años.

## Proceso de canonización
El 14 de noviembre de 2018 comenzó el proceso de canonización de Grattis. Ya en 1623 se había dado este mismo acto, cuando San Simón de Rojas, sucesor del Caballero de Gracia, promovió el proceso, pero, por causas no conocidas, la documentación se perdió y no llegó a Roma.[cita requerida]